# BOOOOTSY
『BOOOOTSY』（ブーツィー）は、YOUR SONG IS GOOD×BEAT CRUSADERSがリリースした、スプリット・ミニ・アルバムである。2006年5月3日、デフスターレコーズよりリリース。

## 概要
BEAT CRUSADERS スプリット3部作の第1弾。本作ではYOUR SONG IS GOODと共演している。
共作曲2曲+各々の新曲+互いの楽曲のカバーという6曲での構成である。これは3部作共通である。

## 収録曲
1. FOOL GROOVE (3:51) / YOUR SONG IS GOOD×BEAT CRUSADERS
（作詞：ヒダカトオル　作曲：BEAT CRUSADERS,サイトウジュン　編曲：BEAT CRUSADERS,YOUR SONG IS GOOD）
ビークル主導で作られた共作曲。PVも作成された。
フジテレビ系『爆笑レッドカーペット』のエンディングBGMとして、延長決定までの2クールの間使われていた。
2. NOTHING TO LOOSE (3:11) / BEAT CRUSADERS
（作詞：ヒダカトオル 作曲・編曲：BEAT CRUSADERS）
BEAT CRUSADERSの新曲。
3. "2.4.6.6.1.64" number (3:17) / BEAT CRUSADERS
（作詞：サイトウジュン・ヒダカトオル　作曲：サイトウジュン　編曲：BEAT CRUSADERS）
YOUR SONG IS GOODの楽曲のカバー。
4. HIT IN THE USA (3:53) / YOUR SONG IS GOOD
（作詞：ヒダカトオル・ヨシザワマサトモ　作曲：BEAT CRUSADERS　編曲：YOUR SONG IS GOOD）
BEAT CRUSADERSの楽曲のカバー。
5. JUMP UP! SHIMBASHI! JUMP UP! (2:45) / YOUR SONG IS GOOD
（作詞：シライシコウジ・サイトウジュン　作曲：シライシコウジ　編曲：YOUR SONG IS GOOD）
YOUR SONG IS GOODの新曲。ライブでは「SHIMBASHI!」のところをライブハウスがある地名があてられる。
6. OUR MELODY (4:03) / YOUR SONG IS GOOD×BEAT CRUSADERS
（作詞：サイトウジュン・ヒダカトオル　作曲：サイトウジュン　編曲：YOUR SONG IS GOOD,BEAT CRUSADERS）
ユアソン主導で作られた共作曲。PVも作られた。

## アナログシングル
また、本アルバムから「FOOL GROOVE」「OUR MELODY」の2曲がリカットされ、アナログ盤シングルとして同時発売された。
FOOL GROOVE/OUR MELODY（フール・グルーヴ/アワー・メロディー）は、YOUR SONG IS GOOD×BEAT CRUSADERSがリリースした、アナログ盤シングルである。
2006年5月3日、デフスターレコーズよりリリース。

### 収録内容
- Side A：FOOL GROOVE
- Side B：OUR MELODY